# Boladé Apithy
Boladé Apithy (født 1985) er en fransk sabelfægter. 
Han repræsenterede Frankrig ved sommer-OL 2012 i London, hvor han blev elimineret i anden runde.
Ved sommer-OL 2020 i Tokyo, som blev afholdt i 2021, blev han elimineret i anden runde af den individuelle konkurrence.
Ved sommer-OL 2024 i Paris vandt han bronze i holdkonkurrencen. [ 3 ]